# Mestaruussarja 1971
La Mestaruussarja 1971 fu la sessantaduesima edizione della massima serie del campionato finlandese di calcio, la quarantunesima come Mestaruussarja. Il campionato, con il formato a girone unico e composto da quattordici squadre, venne vinto dal TPS.

## Squadre partecipanti
| Club         | Città       | Stagione 1970                        |
| ------------ | ----------- | ------------------------------------ |
| Haka         | Valkeakoski | 8º posto in Mestaruussarja           |
| HIFK         | Helsinki    | 3º posto in Mestaruussarja           |
| HJK          | Helsinki    | 5º posto in Mestaruussarja           |
| Ilves-Kissat | Tampere     | 10º posto in Mestaruussarja          |
| KPV          | Kokkola     | 6º posto in Mestaruussarja           |
| KuPS         | Kuopio      | 4º posto in Mestaruussarja           |
| Lahti-69     | Lahti       | 9º posto in Mestaruussarja           |
| MiPK         | Mikkeli     | 1º posto in Suomensarja Itälohko     |
| MP           | Mikkeli     | 2º posto in Mestaruussarja           |
| OTP          | Oulu        | 2º posto in Suomensarja Pohjoislohko |
| Reipas Lahti | Lahti       | Campione di Finlandia                |
| TPS          | Turku       | 7º posto in Mestaruussarja           |
| TPV          | Tampere     | 1º posto in Suomensarja Länsilohko   |
| VPS          | Vaasa       | 1º posto in Suomensarja Pohjoislohko |

## Classifica finale
|  | Pos. | Squadra      | Pt | G  | V  | N  | P  | GF | GS | DR  |
|  | ---- | ------------ | -- | -- | -- | -- | -- | -- | -- | --- |
|  | 1.   | TPS          | 34 | 26 | 13 | 8  | 5  | 53 | 25 | +18 |
|  | 2.   | HIFK         | 33 | 26 | 11 | 11 | 4  | 45 | 29 | +16 |
|  | 3.   | KPV          | 33 | 26 | 13 | 7  | 6  | 37 | 22 | +15 |
|  | 4.   | HJK          | 31 | 26 | 10 | 11 | 5  | 46 | 32 | +14 |
|  | 5.   | MP           | 30 | 26 | 10 | 10 | 6  | 45 | 30 | +15 |
|  | 6.   | Lahti-69     | 29 | 26 | 10 | 9  | 7  | 40 | 29 | +11 |
|  | 7.   | KuPS         | 27 | 26 | 11 | 5  | 10 | 45 | 34 | +11 |
|  | 8.   | Haka         | 26 | 26 | 11 | 4  | 11 | 42 | 50 | -8  |
|  | 9.   | Reipas Lahti | 23 | 26 | 9  | 5  | 12 | 42 | 40 | +2  |
|  | 10.  | VPS          | 23 | 26 | 9  | 5  | 12 | 22 | 39 | -17 |
|  | 11.  | TPV          | 21 | 26 | 9  | 3  | 14 | 34 | 52 | -18 |
|  | 12.  | OTP          | 20 | 26 | 7  | 6  | 13 | 31 | 51 | -20 |
|  | 13.  | MiPK         | 18 | 26 | 5  | 8  | 13 | 27 | 52 | -25 |
|  | 14.  | Ilves-Kissat | 16 | 26 | 5  | 6  | 15 | 28 | 52 | -24 |

Legenda:
      Campione di Finlandia e ammessa alla Coppa dei Campioni 1972-1973
      Vincitore della Suomen Cup 1971 e ammessa in Coppa delle Coppe 1972-1973
      Ammessa in Coppa UEFA 1972-1973
 Ammessa allo spareggio promozione-retrocessione
      Retrocesse in II divisioona
Note:
Due punti a vittoria, uno a pareggio, zero a sconfitta.

## Spareggi
Per la stagione 1971 fu organizzato un girone per decretare le due squadre che sarebbero state ammesse alla Mestaruussarja 1972. A questo girone furono ammesse la squadra classificatasi all'undicesimo posto in Mestaruussarja (il TPV) e le tre squadre vincitrici dei tre gironi di II divisioona (il Ponnistus, il TaPa ed il KPT Kuopio).
|  | Pos. | Squadra    | Pt | G | V | N | P | GF | GS | DR |
|  | ---- | ---------- | -- | - | - | - | - | -- | -- | -- |
|  | 1.   | KPT Kuopio | 8  | 6 | 4 | 0 | 2 | 13 | 5  | +8 |
|  | 2.   | TaPa       | 8  | 6 | 3 | 2 | 1 | 7  | 5  | +2 |
|  | 3.   | Ponnistus  | 5  | 6 | 2 | 1 | 3 | 7  | 10 | -3 |
|  | 4.   | TPV        | 3  | 6 | 1 | 1 | 4 | 4  | 11 | -7 |

Legenda:
      Promosse in Mestaruussarja
      Retrocesse in II divisioona
Note:
Due punti a vittoria, uno a pareggio, zero a sconfitta.